# Karel Willem van Baden-Rodemachern
Karel Willem van Baden-Rodemachern (1627-1666) was van 1665 tot 1666 de laatste markgraaf van Baden-Rodemachern. Hij behoorde tot het huis Baden.

## Levensloop
Karel Willem was de zoon van markgraaf Herman Fortunatus van Baden-Rodemachern en diens eerste vrouw Antonia Elisabeth van Kriechingen, dochter van graaf Christoffel van Kriechingen.
Hij trad in de geestelijke stand en werd domheer van Keulen en kamerheer van koning Ferdinand IV van Hongarije. Na de dood van zijn vader in 1665 verliet Karel Willem de geestelijke stand om hem op te volgen als markgraaf van Baden-Rodemachern. Hij overleed echter een jaar later, ongehuwd en kinderloos. Hiermee stierf de tak Baden-Rodemachern van het huis Baden uit. Zijn oom Willem, de markgraaf van Baden-Baden, erfde het markgraafschap, hoewel het in die periode bezet werd door koning Lodewijk XIV van Frankrijk.